# José Juliana y Albert
José Juliana y Albert fue un pintor español de la segunda mitad del siglo XIX.

## Biografía
Pintor natural de Sabadell, fue discípulo de José Serra en Barcelona y posteriormente de las escuelas de Roma. En la Exposición de Bellas Artes celebrada en Barcelona en 1866 presentó dos cuadros: Un claustro y Un conejo y varios pájaros; en la de 1870 Cercanías de Roma, Un ermitaño, Un cardenal, Ruinas del coliseo en Roma, Bodegón, Un patio y varios Tipos romanos a la aguada; en la de 1871 fue premiado con una medalla. Más adelante fue autor de Tipos italianos, Ciocciara hilando y Paisaje, que presentó en la Exposición madrileña de Hernández en 1882; La salida de la última misa y La sopa de un convento en Espuria, presentados en el mismo año en un comercio de Barcelona; Estudio del natural, Vista de Roma desde el Pincio y Ciocciara, expuestos en casa de Hernández en 1883.